# Auszeichnung für Treue Dienste im Ministerium für Staatssicherheit
Die Auszeichnung für Treue Dienste im MfS umfasst eine Reihe von nichtstaatlichen Auszeichnungen des Ministeriums für Staatssicherheit der Deutschen Demokratischen Republik (DDR), weil das MfS selbst in seinem fast 40-jährigen Bestehen keine eigene Medaille für treue Dienste als staatliche Auszeichnung besaß. Es verlieh daher Medaillen für
- fünfjährige Dienstzeit (Medaille in Bronze)
- zehnjährige Dienstzeit (Medaille in Silber)
- 15-jährige Dienstzeit (Medaille in Gold)
- 20-jährige Dienstzeit (Medaille in Gold als Sonderstufe)
- 25-jährige Dienstzeit (Ehrengeschenk)
- 30-jährige Dienstzeit (Urkunde)
- 35-jährige Dienstzeit (Urkunde)

## Medaillenverleihung bis zur 20-jährigen Dienstzeit im MfS
Für die Anrechnung der zurückgelegten Dienstzeit wurde zunächst das Jahr 1949 der Staatsgründung der DDR zugrunde gelegt. Zu dieser Zeit unterstand das entstehende Ministerium noch als Staatssekretariat für Staatssicherheit dem Ministerium des Innern, so dass die Angehörigen der ersten Stunde mit der Medaille für treue Dienste in der Kasernierten Volkspolizei sowie ab 1955 mit der Medaille für Treue Dienste in der Deutschen Volkspolizei ausgezeichnet wurden. Nach November 1955, inzwischen hatte das MfS seinen Status als selbstständiges Ministerium zurückerhalten, wurde ab 1956 die Medaille für treue Dienste in der Nationalen Volksarmee im Bereich des MfS verliehen. Dies hatte zur Folge, dass ein Angehöriger des MfS für fünf Dienstjahre mit drei Medaillen ausgezeichnet werden konnte. 1959 wurden dann die ersten Medaillen für Treue Dienste in der NVA in Silber verliehen. 1960 wurde verfügt, dass ab sofort für die Berechnung der Dienstzeit nicht mehr das Jahr 1949, sondern schon die Dienstzeit in der Polizei der sowjetischen Besatzungszone ab Mai 1945 ausschlaggebend war. So wurden 1960 die Medaillen für Treue Dienste in der NVA in Gold für 15-jährige Dienstzeit im MfS verliehen. Die ersten Medaillen für 20-jährige Dienstzeit wurden dementsprechend 1965 ausgegeben.